# Karel VIII. Francouzský
Karel VIII. (30. června 1470 Amboise – 7. dubna 1498 Amboise) byl francouzský král z rodu Valois vládnoucí v letech 1483–1498. Jeho otcem byl král Ludvík XI., matkou Šarlota Savojská.

## Život
Karel se stal panovníkem v třinácti letech, a tak ihned propukl spor mezi jeho sestrou Annou a Ludvíkem Orleánským o regentství; nakonec v tomto souboji zvítězila Anna. Mladý král byl zasnouben s Markétou, dcerou římského krále Maxmiliána I. a Marie Burgundské. Poručnická vláda, jež spravovala Francii až do roku 1491, byla v podstatě řízena třemi osobami: Annou, vévodou bourbonským Pierrem de Beaujeu (Anniným mužem) a vlivným biskupem (pozdějším kardinálem) Guillaumem Briçonnetem.
Dne 6. prosince 1491 se Karel VIII. v Langeais oženil s Annou, dcerou a dědičkou bretaňského vévody Františka II., aniž se ohlížel na to, že Anna nejen svolila k sňatku s Maxmiliánem I., ale podle dobového zvyku s ním již byla oddána v zastoupení. Tento fakt spolu s Karlovým předchozím zrušeným zasnoubením s Markétou Rakouskou měl za následek citelné ochlazení vztahů mezi Francií a Habsburky, zajistil však Karlovým nástupcům držení Bretaně. Z tohoto manželství se narodily čtyři děti: Karel, Karel, František a Anna, všechny však zemřely v útlém věku.
V roce 1494 podnikl Karel VIII. výpravu do Itálie, aby zde jako dědic Anjouovců uplatňoval nárok na neapolský trůn. Tento podnik stojí na počátku dlouholeté angažovanosti francouzských králů na poloostrově (italské války). Karlovým vojskům se zpočátku dařilo (Neapol byla roku 1495 dobyta), avšak pod tlakem papeže Alexandra VI., Maxmiliána I. a neapolského krále Ferdinanda II. museli nakonec Francouzi odtáhnout.
Karel VIII. zemřel bez dědice na následky zranění, jež nešťastnou náhodou utrpěl na svém zámku Amboise – narazil hlavou do trámu a zřejmě si způsobil krvácení do mozku. Jeho osobou vymřela starší linie vládnoucího rodu Valois.

## Média
Anglická hra z roku 1671 Charles VIII of France od Johna Crowna zobrazuje vládu tohoto krále.
Invaze Karla VIII. do Itálie a jeho vztahy s papežem Alexandrem VI. jsou popsány v románu The Sultan's Helmsman.
V seriálu Borgiové z roku 2011 od Showtime ztvárnil Karla VIII. francouzský herec Michel Muller.
Ve francouzsko-německém historickém dramatu Borgia z roku 2011 hraje Karla VIII. Simon Larvaron. Smrt krále je v seriálu zobrazena s malou změnou: v epizodě Karel sám hraje hru jeu de paume s Cesarem Borgiou a prohraje; při odchodu ze hry se Karel udeří hlavou o trám dveří.
Španělský televizní seriál Isabel z roku 2012 rovněž zobrazuje smrt Karla VIII. V tomto seriálu ho hraje herec Héctor Carballo.
V německo-rakouském historickém dramatu Maximilian z roku 2017 je mladý Karel, když byl ještě dauphinem, ztvárněn francouzským hercem Maxem Baissette de Malglaive. Seriál byl zpřístupněn americkou kabelovou sítí Starz v roce 2018.

## Vývod z předků
|                         |                        |  |                       |                                    |  |  |  |  |  |  |  | Karel V. Francouzský |
|                         |                        |  |                       |                                    |  |  |  |  |  |  |  |                      |
|                         | Karel VI. Francouzský  |  |                       |                                    |  |  |  |  |  |  |  |                      |
|                         |                        |  |                       |                                    |  |  |  |  |  |  |  |                      |
|                         |                        |  |                       | Johana Bourbonská                  |  |  |  |  |  |  |  |                      |
|                         |                        |  |                       |                                    |  |  |  |  |  |  |  |                      |
|                         | Karel VII. Francouzský |  |                       |                                    |  |  |  |  |  |  |  |                      |
|                         |                        |  |                       |                                    |  |  |  |  |  |  |  |                      |
|                         |                        |  |                       | Štěpán III. Bavorsko-Ingolstadtský |  |  |  |  |  |  |  |                      |
|                         |                        |  |                       |                                    |  |  |  |  |  |  |  |                      |
|                         | Isabela Bavorská       |  |                       |                                    |  |  |  |  |  |  |  |                      |
|                         |                        |  |                       |                                    |  |  |  |  |  |  |  |                      |
|                         |                        |  |                       | Taddea Viscontiová                 |  |  |  |  |  |  |  |                      |
|                         |                        |  |                       |                                    |  |  |  |  |  |  |  |                      |
|                         | Ludvík XI.             |  |                       |                                    |  |  |  |  |  |  |  |                      |
|                         |                        |  |                       |                                    |  |  |  |  |  |  |  |                      |
|                         |                        |  |                       | Ludvík I.                          |  |  |  |  |  |  |  |                      |
|                         |                        |  |                       |                                    |  |  |  |  |  |  |  |                      |
|                         | Ludvík II. Neapolský   |  |                       |                                    |  |  |  |  |  |  |  |                      |
|                         |                        |  |                       |                                    |  |  |  |  |  |  |  |                      |
|                         |                        |  |                       | Marie ze Châtillonu                |  |  |  |  |  |  |  |                      |
|                         |                        |  |                       |                                    |  |  |  |  |  |  |  |                      |
|                         | Marie z Anjou          |  |                       |                                    |  |  |  |  |  |  |  |                      |
|                         |                        |  |                       |                                    |  |  |  |  |  |  |  |                      |
|                         |                        |  |                       | Jan I. Aragonský                   |  |  |  |  |  |  |  |                      |
|                         |                        |  |                       |                                    |  |  |  |  |  |  |  |                      |
|                         | Jolanda Aragonská      |  |                       |                                    |  |  |  |  |  |  |  |                      |
|                         |                        |  |                       |                                    |  |  |  |  |  |  |  |                      |
|                         |                        |  |                       | Jolanda Barská                     |  |  |  |  |  |  |  |                      |
|                         |                        |  |                       |                                    |  |  |  |  |  |  |  |                      |
| Karel VIII. Francouzský |                        |  |                       |                                    |  |  |  |  |  |  |  |                      |
|                         |                        |  |                       |                                    |  |  |  |  |  |  |  |                      |
|                         |                        |  | Amadeus VII. Savojský |                                    |  |  |  |  |  |  |  |                      |
|                         |                        |  |                       |                                    |  |  |  |  |  |  |  |                      |
|                         | Amadeus VIII. Savojský |  |                       |                                    |  |  |  |  |  |  |  |                      |
|                         |                        |  |                       |                                    |  |  |  |  |  |  |  |                      |
|                         |                        |  |                       | Bona z Berry                       |  |  |  |  |  |  |  |                      |
|                         |                        |  |                       |                                    |  |  |  |  |  |  |  |                      |
|                         | Ludvík Savojský        |  |                       |                                    |  |  |  |  |  |  |  |                      |
|                         |                        |  |                       |                                    |  |  |  |  |  |  |  |                      |
|                         |                        |  |                       | Filip II. Burgundský               |  |  |  |  |  |  |  |                      |
|                         |                        |  |                       |                                    |  |  |  |  |  |  |  |                      |
|                         | Marie Burgundská       |  |                       |                                    |  |  |  |  |  |  |  |                      |
|                         |                        |  |                       |                                    |  |  |  |  |  |  |  |                      |
|                         |                        |  |                       | Markéta III. Flanderská            |  |  |  |  |  |  |  |                      |
|                         |                        |  |                       |                                    |  |  |  |  |  |  |  |                      |
|                         | Šarlota Savojská       |  |                       |                                    |  |  |  |  |  |  |  |                      |
|                         |                        |  |                       |                                    |  |  |  |  |  |  |  |                      |
|                         |                        |  |                       | Jakub I. Kyperský                  |  |  |  |  |  |  |  |                      |
|                         |                        |  |                       |                                    |  |  |  |  |  |  |  |                      |
|                         | Janus Kyperský         |  |                       |                                    |  |  |  |  |  |  |  |                      |
|                         |                        |  |                       |                                    |  |  |  |  |  |  |  |                      |
|                         |                        |  |                       | Helvisa Brunšvicko-Grubenhagenská  |  |  |  |  |  |  |  |                      |
|                         |                        |  |                       |                                    |  |  |  |  |  |  |  |                      |
|                         | Anna Kyperská          |  |                       |                                    |  |  |  |  |  |  |  |                      |
|                         |                        |  |                       |                                    |  |  |  |  |  |  |  |                      |
|                         |                        |  |                       | Jan I. z La Marche                 |  |  |  |  |  |  |  |                      |
|                         |                        |  |                       |                                    |  |  |  |  |  |  |  |                      |
|                         | Šarlota Bourbonská     |  |                       |                                    |  |  |  |  |  |  |  |                      |
|                         |                        |  |                       |                                    |  |  |  |  |  |  |  |                      |
|                         |                        |  |                       | Kateřina z Vendôme                 |  |  |  |  |  |  |  |                      |
|                         |                        |  |                       |                                    |  |  |  |  |  |  |  |                      |